# Casio VL-1
De Casio VL-1 (ook wel VL-Tone genoemd) is een monofone speelgoedsynthesizer die voor het eerst in 1981 werd geproduceerd. De synthesizer kan een stem tegelijk ten gehore brengen die begeleid kan worden door een aantal eenvoudige ritmes.
De klankopwekking is digitaal. Naast de vijf ingebouwde geluiden (piano, fluit, orgel, fantasy en viool) kan er een eigen geluid geprogrammeerd worden.
Opvallend is de aanwezigheid van een eenvoudige ingebouwde rekenmachine.
Bekende artiesten die geluiden uit de VL-1 hebben gebruikt zijn Human League (Dare!) en Trio (Da Da Da!).